# کشتار سال ۱۹۹۰ افسران پلیس سری‌لانکا
کشتار سال ۱۹۹۰ افسران پلیس سری‌لانکا یک قتل عام دسته جمعی بود که در ۱۱ ژوئن آن سال صورت گرفت. اعضای سازمان ببرهای آزادی بخش تامیل (LTTE)، یک سازمان جدایی طلب تامیل، متهم هستند در این واقعه بیش از ۶۰۰ تن از افسران غیرمسلح پلیس سری‌لانکا را در استان شرقی این کشور کشته‌اند. برخی منابع تلفات این حادثه را ۷۷۴ تن دانسته‌اند.

## پیش‌زمینه

### مداخله هند
بر پایه پیمان امضاء شده میان هند و سری لانکا، نیروی حافظ صلح هندی در ژوئیه ۱۹۸۷ وارد سری لانکا شد. این حضور در میان افکار عمومی و سیاست مداران سری لانکایی هوادار چندانی نداشت. در ژانویه ۱۹۸۹، رئیس جمهور راناسینغه پرماداسا به قدرت رسید. دولت او ابتدا مذاکره با ببرهای تامیل را در پیش گرفت که عملیات نظامی خونینی را در شرق و شمال کشور به راه انداخته بود. پرماداسا نیز موافق حضور هندی‌ها در خاک سری لانکا نبود. در ژوئن ۱۹۸۹ یک توافق آتش‌بس با LTTE امضاء شد. پرماداسا که سعی داشت رهبران ببرها را تحت نفوذ خود بگیرد مقادیر فروانی سلاح به آن‌ها تحویل داد تا با نیروی حافظ صلح هندی بجنگند. اما در پایان سال ۱۹۸۹ و تحت فشار افکار عمومی، پرماداسا از هندی خواست نیروهایشان را برگردانند و نگه دارند. نخست وزیر هند، ویشواناث پراتاپ سینگ، نپذیرفت و نیروهایش را از سری لانکا خارج کرد.

### شکست مذاکرات صلح
در همین حال، هیئت مذاکره دولت سری لانکا به رهبری وزیر امور خارجه، عبدالقادر شاه الحمید، با LTTE وارد مذاکره شد. هر چند گفتگوها در مراحل اولیه موفق بودند، روی مسائل کلیدی مانند انحلال شورای استانی شمال شرقی و تصحیح بند ششم قانون اساسی کشور توافقی حاصل نشد. مذاکره کننده و استراتژیست اصلی ببرهای تامیل، آنتون بالاسینغام، دولت را تهدید کرد و این مذاکرات را آخرین شانس آن برای جلوگیری از وقوع دوباره جنگ دانست. وضعیت پس از درخواست وزیر دفاع سری لانکا، رانجان ویجراتنه از ببرها برای کنار گذاشتن سلاح هایشان وخیم تر شد. رهبر ببرها، ولوپیلای پرابهاکاران این درخواست را رد کرد و خصومت‌ها بالا گرفت.

### رویدادهای قبلی
طی این دوره حضور ارتش سری لانکا به پادگان‌ها محدود شد و برای شکست نخوردن مذاکرات علیه ببرها اقدامی صورت نگرفت. اما در اواخر می۱۹۹۰ تنش‌ها بیشتر شد. ارتش دریافت LTTE طی این دوره پناهگاه و سنگرهای فراوانی ایجاد کرده و در اطراف پادگان‌های دولتی مواضع دفاعی برپا کرده‌است. وزارت دفاع اما، ارتش را ناچار به سکوت کرد.

#### حادثه ثاندیکولام
در ۷ ژوئن ۱۹۹۰ یک خودرو حامل نیروهای دولتی که از واوونیا به سوی مولای تیوو در حرکت بود توسط ببرهای تامیل هدف قرار گرفت. یک سرباز کشته و ۹ نفر زخمی شدند. وزارت دفاعی پاسخی نداد.

#### حادثه خیاط مسلمان
در ۱۰ ژوئن ۱۹۹۰ پلیس ناحیه باتیکالوئا یک جوان مسلمان را که با یک زن سینهالی در وضعیت نامناسبی دیده شده بود دستگیر کرد. پلیس نمی‌دانست این جوان با ببرهای تامیل در ارتباط است. در ساعت ۹:۳۰ شب اعضای سازمان ببرهای تامیل وارد پاسگاه پلیس شدند و از پلیس خواستند جوان را آزاد کند. پلیس تقاضا را رد کرد و گفت او در بیمارستان شهر بستری است. ببرها این پاسخ را باور نکردند و دو تن از اعضای پلیس را ربودند.

## کشتار
در ساعت ۶ صبح روز ۱۱ ژوئن ۱۹۹۰ چریک‌های تامیل پاسگاه باتیکولوئا را محاصره کرده و ۳ پلیس دیگر را نیز ربودند. یک ساعت بعد ۲۵۰ نفر از اعضای مسلح سازمان ببرهای تامیل وارد شهر شدند و همه اعضای پلیس را بازداشت کردند. پلیس‌های سینهالی نژاد و خانواده هایشان به فرودگاه فرستاده شدند. افسران پلیس تامیل نژاد و خانواده هایشان به کلیسای مریم قدیس برده شدند. فرمانده پلیس شهر و ۴ پلیس دیگر دستگیر شدند. طی غارت پاسگاه‌ها، ۴۵ میلیون واحد از پول سری لانکا، طلا و جواهرات، ۱۰۹ قبضه تفنگ T۵۶، ۷۷ قبضه تفنگ T۸۴، ۲۸ قبضه مسلسل سبک، ۲۹ قبضه مسلسل خودکار، ۵۶ مسلسل دستی، ۷۸ قبضه تفنگ مدل ۳۰۳ و ۷۸ قبضه تفنگ SAR۸۰ هم به دست ببرها افتاد.
ببرهای تامیل به همه پاسگاه‌های پلیس در استان شرقی اخطار کردند باید تا ساعت ۲:۳۰ بعد از ظهر همان روز تخلیه شوند یا منتظر عواقب انجام ندادن این کار باشند. بازرس کل منطقه، ارنست پررا نیز از پلیس خواست این درخواست را به منظور جلب حمایت رئیس جمهور بپذرد. افسران پلیس نیز به امید ترک منطقه با سلامتی و آزادی از اسارت ببرها این درخواست را پذیرفتند.
سپس افسران سینهالی به اردوگاه‌ها و پادگان‌های ارتش و نیروی هوایی فرستاده شدند، اما افسران تامیل به مدرسه‌ها انتقال یافتند. تا این زمان ببرها ۸۹۹ نفر از اعضای پلیس را ربوده بودند که از این میان ۱۲۵ تن موفق به فرار شدند. اسرا به جنگل‌های وینایاگاپورام و ترینکومالی برده شدند. پس از انتقال، ببرهای تامیل افسران پلیس را به صف کردند و همه را از پشت به رگبار بستند. بین ۶۰۰ تا ۷۷۴ نفر کشته شدند.
همه افسران چنین سرنوشتی نداشتند. ایوان بوتجو که فرمانده پاسگاه کالمونای بود تسلیم نشد و از ساعت ۳ تا ۶ بعد از ظهر با ببرهای تامیل جنگید. بتوجو می‌گفت (اگر هم کشته نشوم شکنجه خواهم شد) و درخواست حمایت هوایی و توپخانه‌ای کرد که پذیرفته نشد. در ساعت ۵:۲۰ بعد از ظهر مقامات بالاتر از او خواستند تسلیم شود. سربازانی که تسلیم شدند همه کشته شدند.
در کالمونای کاروان ارتش هم هدف حمله قرار گرفت و ۱۰ سرباز کشته شدند. از کشته‌ها، ۳۲۴ نفر مسلمان و سینهالی و بقیه تامیل بودند.

## پیامدها
تلاش‌های شاه الحمید برای آزادی اسیران فایده‌ای نداشت. این کشتار به آتش‌بس میان دو طرف پایان داد. در ۱۸ ژوئن ۱۹۹۰ وزیر دفاع در پارلمان سری لانکا اعلام کرد فقط به جنگ تمام عیار می‌اندیشد. دومین جنگ داخلی سری لانکا شروع شد. در اثر تخلیه‌های قبلی، مناطق فراوانی به دست ببرها افتاده بود. راه ارتباطی دولت به شبه جزیره جافنا قطع شده بود و ببرهای تامیل کنترل بخش اعظم مناطق شمال و شرق کشور را در دست داشتند. پیش از این، ببرهای تامیل توان جنگ متعارف چندانی نداشتند. طی جنگ داخلی اول ببرهای تامیل بیشتر یک نیروی چریک بودند تا متعارف.
در حین کشتار، اعضای هیئت مذاکره کننده تامیل، یک متخصص مخابرات و دو رهبر نظامی، که در هتل هیلتون کولومبو بودند بازداشت و به پادگان نظامی کالوتارا منتقل شدند. آن‌ها چند روز بعد آزاد و تحویل ببرها داده شدند. در کتاب سرلشکر ساراث موناسینغه، (نسخهٔ یک سرباز)، آمده‌است که متخصص مخابرات مذکور از پرابهاکاران چنین پیامی دریافت کرده‌است: «هر چه که اتفاق بیفتد، یادتان باشد پولی را که به شما پیشنهاد شده با خودتان بیاورید.»